# بيتري هينونين
بيتري هينونين (بالفنلندية: Petri Heinonen) مواليد 12 سبتمبر 1988 في تامبيري، هو لاعب كرة سلة فنلندي. بدأ مسيرته الاحترافية في سنة 2005. يلعب في الدوري الفنلندي لكرة السلة كلاعب وسط. يحمل الرقم 21. يبلغ طوله 6 قدم 10 بوصة (2.1 م). لعب مع نادي تامبيرين بيرينتو لكرة السلة وإسبون هونكا.

## روابط خارجية
- بيتري هينونين على موقع الاتحاد الدولي لكرة السلة (الإنجليزية)
- بيتري هينونين على موقع كرة السلة الأوروبية.كوم (الإنجليزية)
- بيتري هينونين على موقع ريلجم (الإنجليزية)
- بيتري هينونين على موقع بروبوليرز (الإنجليزية)